# Sweltsa voshelli
Sweltsa voshelli is een steenvlieg uit de familie groene steenvliegen (Chloroperlidae). De wetenschappelijke naam van de soort is voor het eerst geldig gepubliceerd in 1991 door Kondratieff & Kirchner.